# Jekaterina Dmitrijewna Kuskowa

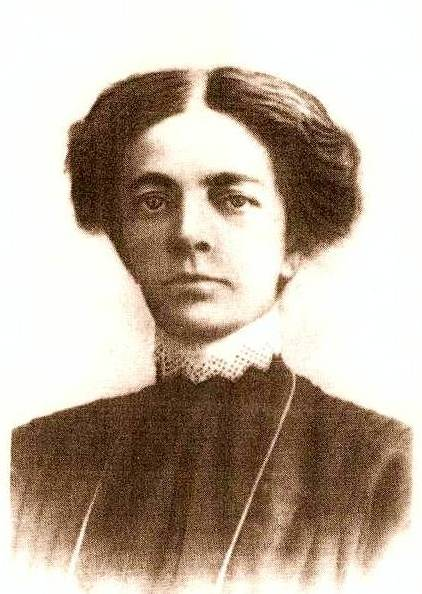
Jekaterina Dmitrijewna Kuskowa

Jekaterina Dmitrijewna Kuskowa, geboren Jekaterina Dmitrijewna Jessipowa, (russisch Екатерина Дмитриевна Кускова, Geburtsname russisch Екатерина Дмитриевна Есипова; * 23. Novemberjul. / 5. Dezember 1869greg. in Ufa; † 22. Dezember 1958 in Genf) war eine russische Publizistin.

## Leben
Jekaterina Dmitrijewnas Vater war Gymnasiallehrer für Literatur und später Steuerbeamter, während die Mutter einfache Tatarin war. Jekaterina Dmitrijewna besuchte das Mädchengymnasium in Saratow. Im Alter von 15 Jahren verlor sie ihre Eltern: der Vater erschoss sich, und die Mutter starb an Tuberkulose. Um sich und ihre jüngere Schwester durchzubringen, übernahm sie die Arbeit ihrer Mutter als Geschäftsführerin eines Armenhauses. Wegen des Versäumens von Schulstunden wurde sie vom Gymnasium ausgeschlossen. Darauf gelang ihr als Externe der Schulabschluss. 1885 heiratete sie den Gymnasiallehrer I. P. Juwenalijew, mit dem sie zwei Kinder bekam. Juwenalijew war früher an Narodniki-Kreisen beteiligt. Er organisierte mit seiner Frau in ihrer Wohnung eine Heimuniversität mit Naturwissenschaft-Unterricht für Gymnasiasten und Lesen von Narodniki-Schriften. 1889 starb Juwenalijew an Tuberkulose.
1890 ging Jekaterina Dmitrijewna nach Moskau und absolvierte einen Geburtshilfe-Kurs. Sie kam zu Narodniki-Studentenkreisen und verteilte illegale Literatur. 1891 kehrte sie nach Saratow zurück und absolvierte Feldscher-Kurse. Sie beteiligte sich am Kampf gegen die Cholera-Epidemie und war Zeugin des Cholera-Aufstands. In Saratow war sie weiter illegal tätig. Sie beteiligte sich am Narodniki-Kreis Nikolai Astyrews und lernte die Revolutionäre Mark Natanson und Wiktor Tschernow kennen. Sie nahm an der Gründung der revolutionären Partei Narodnoje Prawo teil, die bald nach der Gründung von der Polizei aufgelöst wurde. Wegen ihrer Teilnahme wurde sie zu einem Jahr Gefängnis mit anschließender dreijähriger Polizeiaufsicht verurteilt. Sie schloss eine fiktive Ehe mit dem Studenten und Narodnik Kuskow, der sich in Haft im Hungerstreik befand, um ihn aus dem Gefängnis zu holen. Seitdem trug sie den Familiennamen Kuskowa, unter dem sie bekannt wurde.
1894 ging Kuskowa nach Nischni Nowgorod, wo sie Wladimir Korolenko, Nikolai Annenski, Maxim Gorki und Sergei Prokopowitsch kennenlernte. Sie wandte sich dem Marxismus zu und agitierte die Arbeiter im Nischni Nowgoroder Industrie-Rajon Sormowo. 1895 heiratete sie Sergei Nikolajewitsch Prokopowitsch.
1896 ging Kuskowa mit ihrem Mann ins Ausland, um von der Tuberkulose geheilt zu werden. Sie lernte Georgi Plechanow und andere Führer der russischen Sozialdemokratie kennen und trat mit ihrem Mann in die Union der russischen Sozialdemokraten im Ausland ein. An der Université libre de Bruxelles hörte sie Vorlesungen über Sozialwissenschaften, und sie studierte die europäische Gewerkschaftsbewegung. Bald sah sie Widersprüche zu den Meinungen der russischen Sozialdemokraten. Sie lernte die von Eduard Bernstein ausgehenden revisionistischen Bestrebungen kennen, die sie nach ihrer Rückkehr nach Russland propagierte. 1899 verfasste sie ein entsprechendes zusammenfassendes Dokument, das nicht zum Druck bestimmt war und in marxistischen Kreisen als ihr Credo bekannt wurde. Anna Jelisarowa-Uljanowa schickte dieses Credo ihrem Bruder Wladimir Uljanow-Lenin  in der Minussinsker Verbannung, der sogleich eine klare Entgegnung für die Veröffentlichung im Ausland schrieb. Darauf wurden auf Plechanows Initiative Kuskowa und Prokopowitsch aus der Union der russischen Sozialdemokraten im Ausland ausgeschlossen und ihre Ansichten verurteilt. In einem Brief an Wladimir Burzew erklärte Kuskowa ihre Abwendung vom revolutionären politischen Kampf.
Kuskowa und Prokopowitsch beteiligten sich an der Gründung der illegalen liberalen Union der Befreiung, die 1903 auf der Tagung mit ungefähr 20 Teilnehmern in Schaffhausen beschlossen wurde. Auf der Tagung im Januar 1904 wurden Kuskowa und Prokopowitsch in den Leitungsrat gewählt. Neben dem rechten Flügel mit liberalen Semstwo-Vertretern gab es dann einen linken Flügel mit gemäßigten Marxisten (Peter Struve, Nikolai Berdjajew, Sergei Bulgakow, Simon Frank, Bogdan Kistjakowski, Wassili Bogutscharski-Jakowlew), zu dem Kuskowa und Prokopowitsch gehörten. Dieser linke Flügel war in St. Petersburg stark vertreten und beeinflusste die Aktivitäten der Kaiserlichen Freien Ökonomischen Gesellschaft zu Sankt Petersburg und der Russischen Technischen Gesellschaft. Kuskowa verteilte illegale Literatur, insbesondere die von Struve herausgegebene Zeitschrift Befreiung.
Im Herbst 1904 angesichts des Scheiterns des Russisch-Japanischen Kriegs initiierte die Union der Befreiung eine Kampagne mit Semstwo-Petitionen und Petitionen anderer gesellschaftlicher Organisationen an den Zaren, die eine Verfassung und ein Parlament forderten. Für die Massenagitation unter den Arbeitern wurden die Zeitungen Nascha Schisn (Unser Leben mit Kuskowa als Redakteurin) und Naschi Dni (Unsere Tage) gegründet. Im November 1904 trafen sich Kuskowa, Prokopowitsch und Bogutscharski-Jakowlew mit dem Führer der legalen Versammlung der russischen Fabrikarbeiter in St. Petersburg Georgi Gapon und vereinbarten die gegenseitige Unterstützung. Dies führte zur Russischen Revolution 1905, in der  Kuskowa mit der Zeitung Nascha Schisn tatkräftig mitwirkte. Nach dem Oktobermanifest vom Oktober 1905 spaltete sich die Union der Befreiung, Der rechte Flügel akzeptierte das Manifest und wollte mit der Regierung zusammenarbeiten, was zur Gründung der Konstitutionell-Demokratischen Partei (Kadetten) führte. Die Vertreter des linken Flügels lehnten das Manifest ab und strebten den Sturz der Monarchie und die Gründung einer parlamentarischen Republik an, so dass sie sich den Sozialdemokraten und Sozialrevolutionären (SR) anschlossen.
Kuskowa, die im Oktober 1905 auf der Gründungsversammlung der Kadetten die Wahl in das Zentralkomitee nicht akzeptierte, wollte die Union der Befreiung weiter erhalten. Als die Union der Befreiung sich auflöste, gründete sie die überparteiliche Gruppe Ohne Anschrift, zu der Prokopowitsch,  Bogutscharski-Jakowlew, Wassili Wodowosow, Wiktor Portugalow, Aron Lande, Ljubow Gurewitsch und andere gehörten. Ab Anfang 1906 gaben Kuskowa und Prokopowitsch die Zeitschrift dieser Gruppe heraus, in der die rechten Parteien wegen ihrer Zusammenarbeit mit der Regierung und die linken Parteien wegen ihrer Intoleranz, ihrem Sektierertum und ihrem Extremismus kritisiert wurden. Sie selbst bezeichnete sich als Vertreterin des kritischen Sozialismus E. Bernsteins. Nach der Stolypin-Reaktion wurde die Zeitschrift verboten und die Gruppe aufgelöst. Kuskowa publizierte weiter und arbeitete in verschiedenen Zeitschriften mit. Sie beteiligte sich am Kampf für Frauengleichberechtigung und an der Genossenschaftsbewegung.
Als nach der gescheiterten Revolution 1905 Kuskowa nach neuen Wegen für den Kampf zur Befreiung Russlands suchte, wandte sie sich der Freimaurerei zu, die in Russland eine lange Tradition hatte und aufgrund der traditionellen Geheimhaltung der Polizei verschlossen blieb. 1910 begannen die liberalen russischen Freimaurer sich der Politik zuzuwenden. 1912 wurde der Großorient der Völker Russlands (WWNR) gegründet, wobei die politischen Ziele im Vordergrund standen. Kuskowa war dort Mitglied.  Wie Kuskowa in ihren nicht veröffentlichten Erinnerungen beschrieb, fanden in ihrer Wohnung Treffen der WWNR-Führer statt, die im April 1916 die Zusammensetzung der künftigen Provisorischen Regierung planten. Nach der erfolgreichen Februarrevolution 1917 unterstützte Kuskowa das neue Regierungssystem und pflegte den Kontakt zu Alexander Kerenski und anderen Führern bis zum Ende der Provisorischen Regierung, zu der auch die Freimaurer Prokopowitsch und Pjotr Paltschinski gehörten. Ab April 1917 gab Kuskowa die Zeitschrift Wlast Naroda (Macht des Volks) heraus, in der Prokopowitsch, Alexander Potressow, Maxim Winawer, Sergei Melgunow, Nikolai Tschaikowski, Boris  Sawinkow und andere mitarbeiteten. Gleichzeitig arbeitete Kuskowa in der Genossenschaftsbewegung mit. Sie lehnte Lenin als Extremisten und Utopisten ab und war für Fortführung des Verteidigungskrieges gegen Deutschland bis zum siegreichen Ende. Ebenso kritisierte sie die Kadetten, die Lawr Kornilow unterstützten. Im September 1917 wurde sie als Delegierte der Genossenschaften in das Vorparlament der Republik gewählt.
Nach der Oktoberrevolution gab Kuskowa weiter ihre Zeitschrift heraus, bis sie 1918 verboten wurde. Im Russischen Bürgerkrieg schlossen Kuskowa und Prokopowitsch sich weder den Bolschewiki noch den Weißen an. Im Herbst 1918 gründete Kuskowa auf Initiative Wladimir Galaktionowitsch Korolenkos und anderer die Liga zur Rettung der Kinder, um für Heime und Kolonien für obdachlose Kinder zu sorgen. Führungspositionen übernahmen Kuskowa, Nikolai Kischkin, Jekaterina Peschkowa und andere bekannte Persönlichkeiten. Die Liga wurde vom Rat der Volkskommissare genehmigt. 1920 beantragte die Liga erfolglos, Hilfe für hungernde Kinder aus dem Ausland annehmen zu können. Kuskowa und Kischkin wurden Auslandsreisen verboten, und Anfang 1921 wurden die Kinderheime der Liga der Regierung übergeben. Im Juli 1921 gründeten in Moskau Kuskowa, Prokopowitsch und Kischkin  zur Linderung der Hungersnot das Allrussische Komitee für  Hungerhilfe (WK Pomgol, WKPG), nachdem ihnen dies mit Hilfe Maxim Gorkis genehmigt worden war. Ehrenvorsitzender wurde W. G. Korolenko, und hinzukamen Fjodor Alexandrowitsch Golowin, Nikolai Nikolajewitsch Kutler und andere. Aufgrund von Gerüchten im August 1921 über antisowjetische Reden im WKPG wies Lenin Stalin an, das WKPG aufzulösen und die Führer zu verhaften. Im September 1921 wurden Kuskowa, Prokopowitsch und Kischkin auf Beschluss der Tscheka nach Wologda verbannt. Als Kuskowa und Prokopowitsch im folgenden Jahr nach Moskau zurückkamen, wurden sie im Juni 1922 ins Ausland verbannt.
1922 ließen Kuskowa und Prokopowitsch sich in Berlin nieder. Kuskowa setzte ihre politische und publizistische Arbeit fort. Sie wurde zur Vorsitzenden des Berliner Hilfskomitees für die Gefangenen und Verbannten in der Sowjetunion gewählt, das Teil des Politischen Roten Kreuzes war und sich besonders für die politischen Gefangenen einsetzte. In Moskau wurde die entsprechende Organisation von Jekaterina Pawlowna Peschkowa und Maxim Winawer geleitet.
1924 ging Kuskowa nach Prag, wo sie in verschiedenen Zeitungen mitarbeitete. Ihre Wohnung wurde ein politischer Salon für die russischen Emigranten. Mit Pawel Miljukow führte sie Gespräche zur Gründung einer Republikanisch-Demokratischen Vereinigung. Das Ziel sollte die liberale Unterwanderung der Sowjetmacht nach dem Vorbild der politischen Freimaurerei vor der Februarrevolution sein. Sie lehnte den militärischen Kampf gegen die Sowjetmacht ab und sah unter den Bedingungen der Neuen Ökonomischen Politik (NEP) Möglichkeiten für eine innere Evolution. In ihren Publikationen und Radiovorträgen forderte sie die Emigranten auf, nach Wegen für eine Rückkehr in die Heimat zu suchen. Diese Rückkehr-Idee wurde von ihren früheren Mitstreitern Struve, Kerenski, Nikolai Awksentjew und anderen heftig kritisiert. Die Machtergreifung Stalins entzog der Rückkehr-Idee den Boden.
Nach der Besetzung der Tschechoslowakei durch die deutsche Wehrmacht 1939 zogen Kuskowa und Prokopowitsch nach Genf, wo Kuskowa ihre publizistische Arbeit fortsetzte und in verschiedenen Zeitungen mitarbeitete. Während des Deutsch-Sowjetischen Krieges hoffte sie auf den Sieg der Sowjetunion über den Faschismus und die Möglichkeit, in die Sowjetunion zurückkehren zu können. Nach dem Krieg versuchte sie mit Vermittlung Wassili Maklakows und anderer, russischen Emigranten in der Amerikanischen Besatzungszone und der Sowjetischen Besatzungszone zu helfen. Prokopowitsch starb 1955.